# Chura
Chura o Chuda fou un petit estat tributari protegit al Kathiawar, província de Gujerat, presidència de Bombai. La població el 1881 era de 13.495 habitants el 1881 i de 12.005 el 1901, repartits en 14 pobles (13 el 1901) i la superfície era de 202 km². Chura era considerat estat de tercera classe entre els nombrosos estats de Kathiawar.
El príncep (títol thakur) era d'una branca de Wadhwan i va signar el primer tractat amb els britànics el 1807. Els sobirans portaven el títol de thakur i disposaven d'una força militar de 150 homes. Pagava tribut al nawab de Junagarh (67 lliures) a més de 14 lliures de sukri a compte d'Ahmedabad. El 1881 no havia rebut sanad autoritzant l'adopció i la successió es regia per la primogenitura. La capital era Chura a 22° 29′ N, 71° 44′ E / 22.483°N,71.733°E amb 5.581 habitants el 1901. El fundador (1707) fou Kumar Shri Abhaisinhji Madhavsinhji (germà del thakur Sahib Shri Arjansinhji Madhavsinhji de Wadhwan).

## Llista de thakurs
- Thakur Shri ABHAISINHJI MADHAVSINHJI 1707-1747
- Thakur Shri RAISINHJI ABHAISINHJI 1747-1768 (fill)
- Thakur Shri GAJSINHJI RAISINHJI 1768-1780 (fill)
- Thakur Shri HATHISINHJI GAJSINHJI 1780-1820 (fill)
- Thakur Shri ABHAISINHJI HATHISINHJI 1820-1830 (fill)
- Thakur Shri RAISINHJI ABHAISINHJI 1830-1854 (fill)
- Thakur Shri BECHARSINHJI RAISINHJI 1854-1908 (fill)
- Thakur Shri JORAWARSINHJI MADHAVSINHJI 1908-1920 (net, + gener de 1921)
- Thakur Shri BAHADURSINGHJI JORAWARSINGHJI 1920-1950 (fill)